# Scarus festivus
Scarus festivus är en fiskart som beskrevs av Achille Valenciennes, 1840. Scarus festivus ingår i släktet Scarus och familjen Scaridae. IUCN kategoriserar arten globalt som livskraftig. Inga underarter finns listade i Catalogue of Life.